# Teilortsumgehung Weilburg

Stadtplan von Weilburg mit der Oberlahnbrücke und dem Mühlbergtunnel

Bei der Teilortsumgehung Weilburg handelt es sich um eine Verlegung der Bundesstraße 456 in Weilburg im Landkreis Limburg-Weilburg in Hessen.

## Geschichte

### Planung

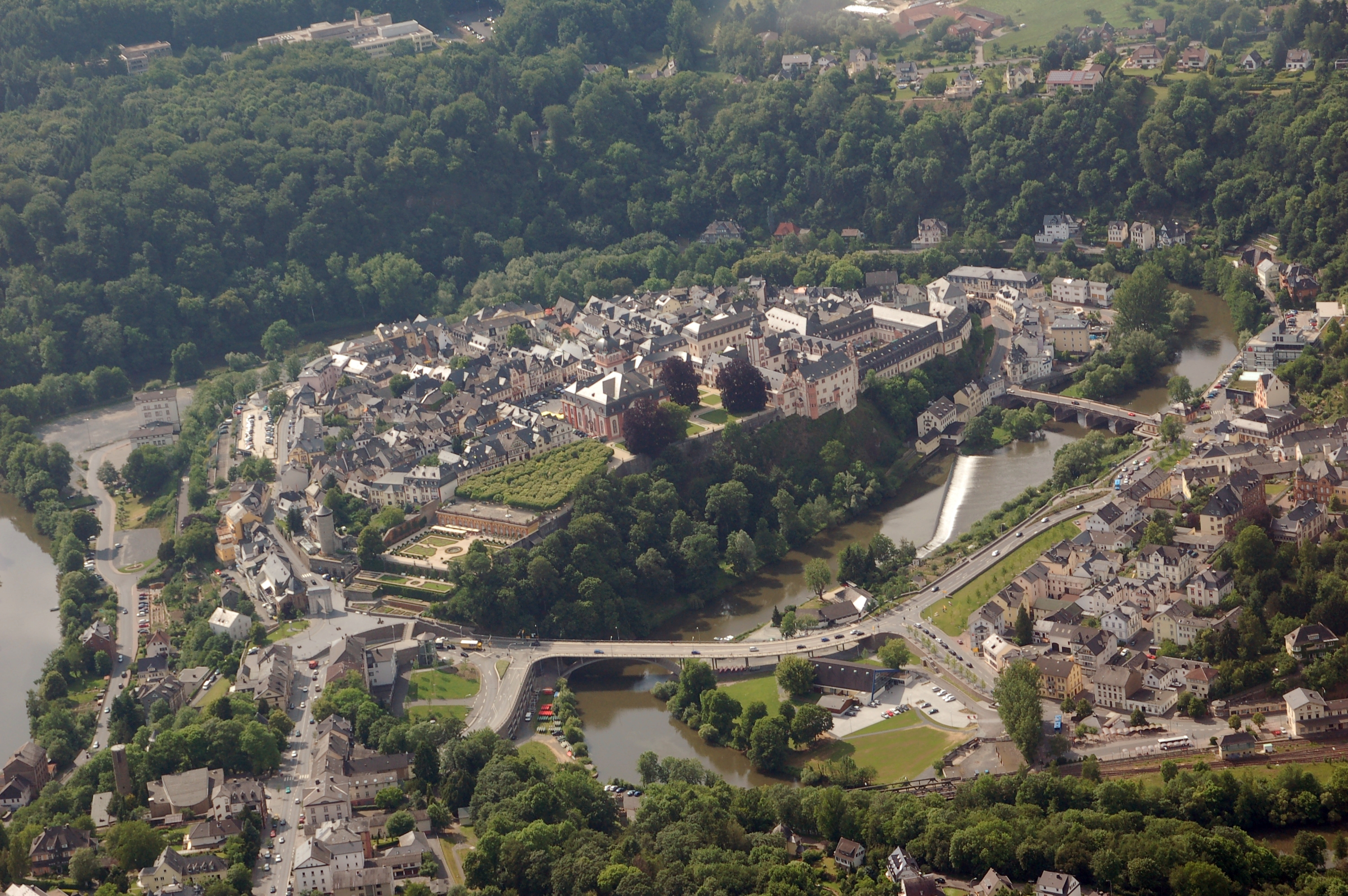
Die Oberlahnbrücke im Luftbild (2007)

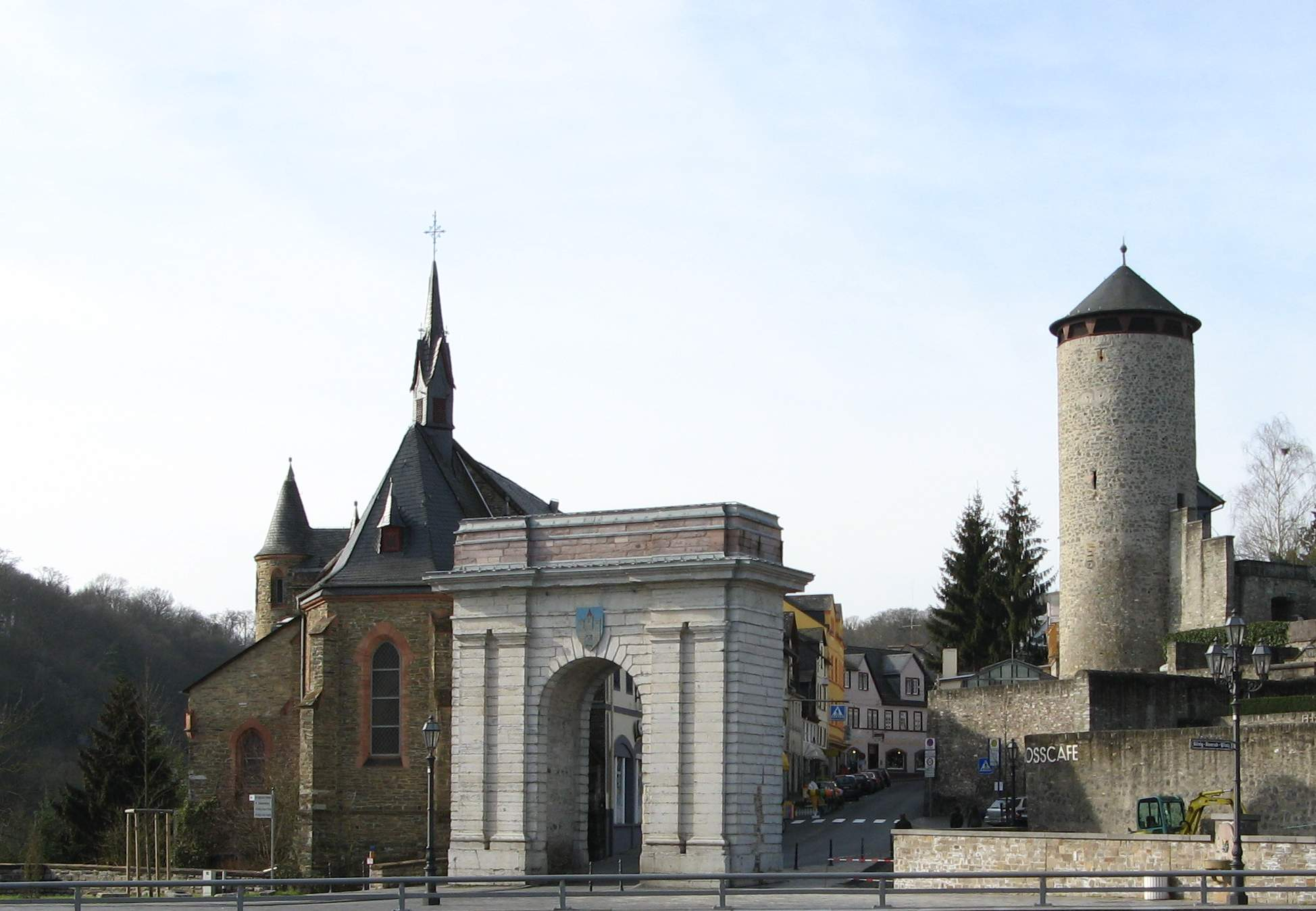
Das Weilburger Landtor, ein Verkehrshindernis in der alten Bundesstraße

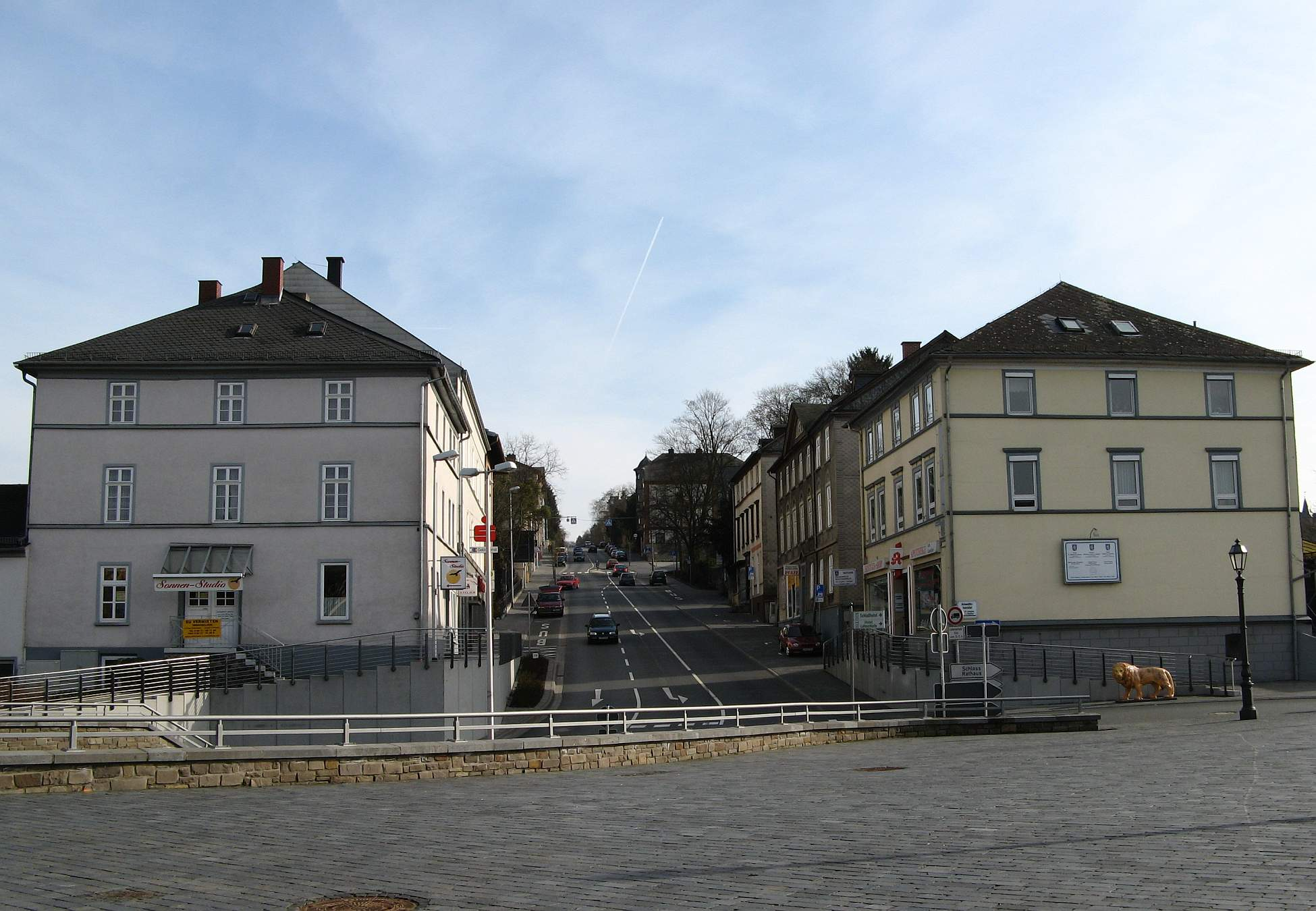
Die hohe Längsneigung der Frankfurter Straße war ein besonderes Problem bei der Planung der Teilortsumgehung

Bis zum Bau der Teilortsumgehung verläuft erst die Bundesstraße 49, später die Bundesstraße 456 über die Steinerne Brücke von 1768 und durch die enge Innenstadt, um diese dann durch das Landtor zu verlassen.
Im Jahr 1964 schlägt das Kreisbauamt erstmals den Bau einer Umgehungsstraße vor. Hierbei handelt es sich um eine großräumige Umgehung. Die Planung einer großräumigen Umgehung wird jedoch 1979 verworfen, da sie nur 30 % Entlastung gebracht hätte, während eine Teilortsumgehung eine Entlastung von 75 % erwarten ließ.
Ab den 1970er Jahren konzentrieren sich die Planungen daher auf einen innerörtlichen Ausbau. Die Planung befindet sich stets im Spannungsfeld zwischen den schwierigen geographischen Verhältnissen, dem Denkmalschutz und dem Naturschutz. Bei einer Verkehrszählung 1972 werden 11.000 Kraftfahrzeuge auf der Steinernen Brücke gezählt. Im Jahr 1978 sieht eine Planung das erste Mal eine Brücke zwischen Landtor und Bahnhofsstraße vor. Für diesen Verlauf werden mehrere Varianten entworfen. Im Jahr 1988 setzt sich die Variante G endgültig durch. Nach einem Gutachten von Kurt Ackermann wurde die Brücke als Bogenbrücke entworfen.
Bei einer Verkehrszählung im Jahr 1992 werden 17.300 Kraftfahrzeuge auf der Steinernen Brücke gezählt.
Am 11. Oktober 1992 werden die aktuellen Pläne auf Grundlage der G-Variante der Öffentlichkeit vorgestellt. Das Weilburger Stadtparlament stimmt diesen einstimmig zu. Am 31. August 1995 beginnt das Planfeststellungsverfahren. Dieses wird mit Unterzeichnung des Planfeststellungsbeschlusses am 23. August 1999 erfolgreich abgeschlossen. Am 4. November 1999 erlangt der Planfeststellungsbeschluss Rechtskraft. Es wurden keine Klagen eingelegt.

### Baudurchführung
Mit dem Freischneiden der Trasse am 11. Januar 2000 werden die ersten Vorarbeiten erledigt. Der Erste Spatenstich erfolgte am 27. Oktober 2000 in der Nähe des Weilburger Hallenbads. Die Bauzeit wurde auf vier Jahre geschätzt.
Für die Baumaßnahme war das Abbrechen einiger Wohngebäude und einer Tankstelle erforderlich, dieses geschah teilweise schon im Vorfeld der Maßnahme.
Die Bodenverhältnisse im Bereich des Lahntals waren eine besondere bauliche Herausforderung durch den Wechsel von Lehmschichten mit Diabas.
Die Baukosten betrugen rund 28 Millionen Euro. Sie wurden überwiegend von der Bundesrepublik Deutschland getragen.
Die offizielle Verkehrsfreigabe der Teilortsumgehung Weilburg erfolgt am 22. Dezember 2004 durch den hessischen Verkehrsminister Alois Rhiel und Staatssekretär Alfred Hartenbach.

### Beteiligte Firmen
Die wichtigsten Baulose wurden von folgenden Firmen ausgeführt:
- Ingenieurbau: Heinz Schnorpfeil Bau GmbH, Treis-Karden
- Tunnelbau: Schachtbau Nordhausen GmbH, Nordhausen
- Straßenbau in den Anschlussbereichen: Jost GmbH & Co KG aus Weilmünster

## Besondere Bauwerke

### Oberlahnbrücke

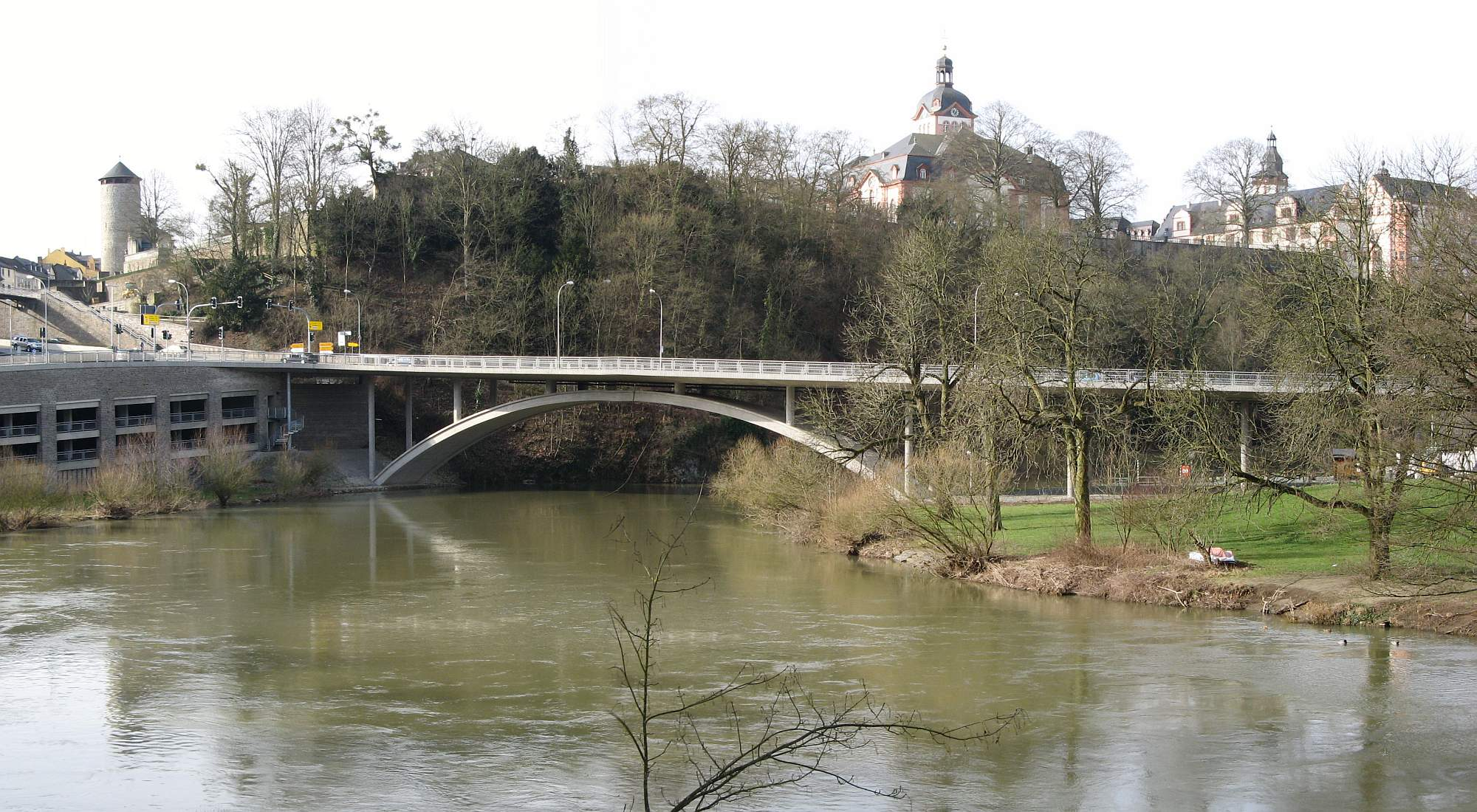
Die Oberlahnbrücke ist das Kernstück der Maßnahme

Die Oberlahnbrücke ist die Brücke über die Lahn. Sie beginnt auf der Westerwaldseite als gebogene Vorlandbrücke, an die sich die 54 m lange Bogenkonstruktion anschließt, die auf der Taunusseite endet. Die Gesamtlänge beträgt 145 Meter. Die Oberlahnbrücke ist das Kernstück der gesamten Teilortsumgehung. Es handelt sich um eine aufgeständerte Stahlbetonbrücke als Bogenbrücke. Diese überquert die Lahn in einer Höhe von 12 Metern. Der Oberbau ruht alle 10,80 Meter auf einer Stütze mit 0,60 Meter Durchmesser. Bei der Brücke handelt es sich um ein integrales Brückenbauwerk, bei dem Überbau und Unterbauten monolithisch verbunden sind. Die Dicke des Bogens beträgt 0,90 Meter. Die Gesamtbreite der Brücke beträgt 14,5 Meter. Die beiden durchgehenden Fahrstreifen sind je 3,75 Meter breit, der durchgehende Abbiegefahrstreifen 3 Meter, der Gehweg auf jeder Seite ist 2 Meter breit. Die Fahrbahn steigt Richtung Taunus mit einer Steigung von 2,9 %, die Querneigung schwankt zwischen 1,2 % und 4 %.

### Mühlbergtunnel

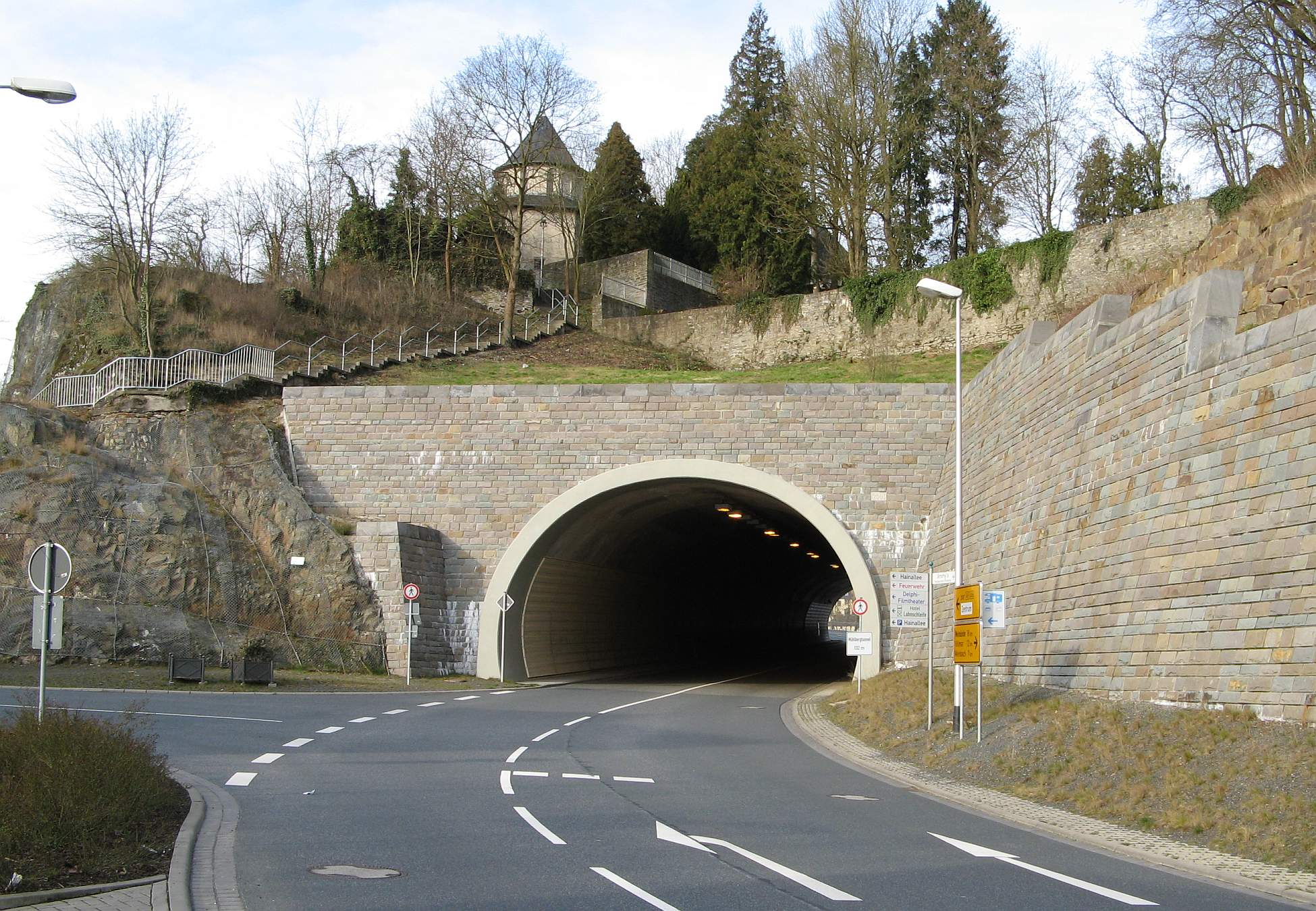
Mühlbergtunnel, Portal Taunusseite

Der Mühlbergtunnel ist ein Tunnel unter der Frankfurter Straße, um die Weilstraße an die neue Umgehung anzuschließen. Parallel zum Mühlbergtunnel unterqueren auch ein Eisenbahntunnel und ein Schifffahrtstunnel die Frankfurter Straße.
Tunnelanschlag für den Mühlbergtunnel war am 5. August 2002, Durchstich am 10. Februar 2003. Am 3. März 2004 wurde der Tunnel vom damaligen hessischen Verkehrsminister Alois Rhiel für den Verkehr freigegeben. Die Baukosten des Tunnels betrugen 3,9 Millionen Euro.
Der Tunnel hat eine Länge von 132 Metern, davon wurden etwa 120 Meter in bergmännischer Bauweise gebaut. Die beiden Fahrspuren sind jeweils 3,75 Meter breit.

### Parkhaus
Im Zuge der Teilortsumgehung wurde am Landtor auch ein zweigeschossiges Parkhaus mit 200 Stellplätzen errichtet. Die Parkdecks sind zur Lahn hin offen. Bei Hochwasser der Lahn kann die untere Ebene gesperrt und als Retentionsraum genutzt werden. Die Baukosten des Parkhauses betrugen knapp 2,5 Millionen Euro.